# Pella (Iowa)
Pella è un comune degli Stati Uniti d'America, nella Contea di Marion nello Stato dell'Iowa. 
La fondazione risale al 1847 ad opera di 800 immigrati olandesi guidati da Dominee Hendrik P. Scholte. Il nome un omaggio alla città di Pella (Giordania), ove i cristiani di Gerusalemme trovarono rifugio durante l'Assedio di Gerusalemme (70). Secondo il censimento del 2000, la popolazione della città ammontava a 9.832 persone.
La storia di Pella è caratterizzata da una forte componente di immigrati olandesi. Tracce inconfondibili di questo sono riflesse nell'architettura e nel dialetto locale, il Dialetto olandese di Pella.